# Guaraná Charrua
Guaraná Charrua é um refrigerante vendido pela The Coca-Cola Company no estado do Rio Grande do Sul, no Brasil.